# Just Pals
Just Pals er en amerikansk stumfilm fra 1920 af John Ford.

## Medvirkende
- Buck Jones som Bim
- Helen Ferguson som Mary Bruce
- Georgie Stone som Bill
- Duke R. Lee
- William Buckley som Harvey Cahill
- Eunice Murdock Moore som Mrs. Stone
- Bert Appling som Brakeman
- Edwin B. Tilton som Dr. Stone
- Slim Padgett